# Fasilides

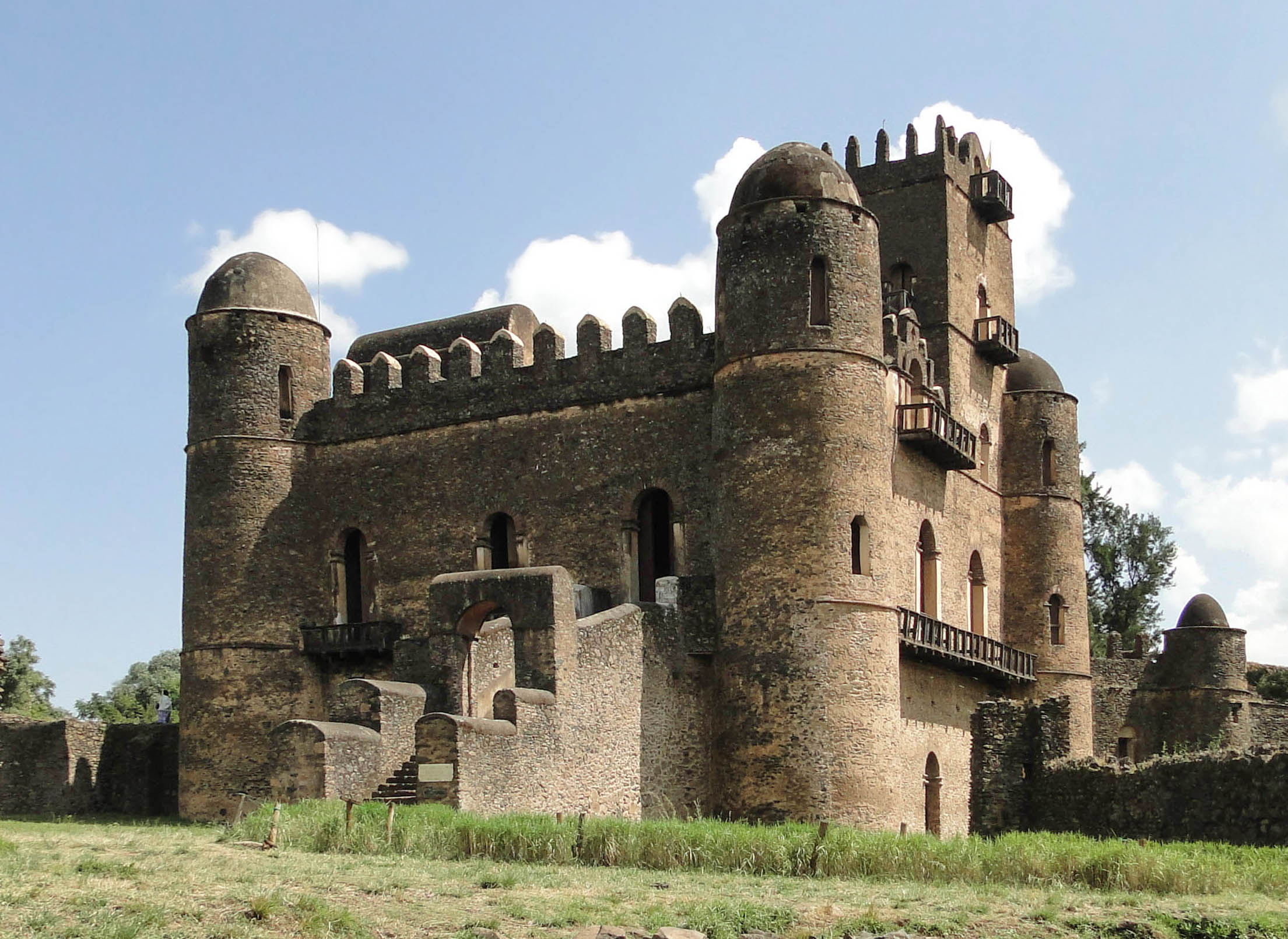
Fasilides' Festung in Gonder, Amhara

Fasilides oder Basilides (äthiop. ፋሲልደስ,Thronname Alam Sagad ዓለም ሰገድ, „vor dem sich die Welt verneigt“), deutsch auch kurz Fasil, (* 10. November 1603 in Magazaz im Königreich Shewa; † 18. Oktober 1667) war von 1632 bis zum 18. Oktober 1667 Negus Negest (Kaiser) von Äthiopien.

## Leben
Er war der Sohn des Kaisers Sissinios und der Kaiserin Sultana Mogassa der herrschenden Solomonischen Dynastie und wurde vor dem 10. November 1603 in Magazaz in Shewa geboren.
Bereits 1630, nach einem Aufstand durch Sersa Krestos, wurde Fasilides zum Kaiser ausgerufen. Erst nach dem Rücktritt seines Vaters 1632 konnte er den Thron 1632 besteigen. Sofort nach Amtsantritt bemühte er sich, die Macht der Äthiopischen-Orthodoxen Kirche wiederherzustellen. Er ließ einen neuen Abuna vom Patriarchen von Alexandrien ernennen und damit eine alte, aber vernachlässigte Verbindung wiederaufleben. Gleichzeitig ließ er den Landbesitz der Jesuiten in Dankaz und anderen Orten im Kaiserreich beschlagnahmen und verbannte diese nach Fremona. Als er von der Bombardierung Mombasas durch die Portugiesen erfuhr, glaubte Fasilides, der römisch-katholische Prälat Afonso Mendes stehe hinter dieser Tat, was ihn veranlasste, die restlichen Jesuiten des Landes zu verweisen. Mendez und den meisten seiner Gefolgsleute gelang es, nach Goa zurückzukehren. Auf ihrem Weg dorthin wurden sie mehrere Male beraubt und eingekerkert. Im Jahr 1665 befahl Fasilides, die übriggebliebenen religiösen Schriften der Katholiken, die „Bücher der Franken“, zu verbrennen.
Er gründete 1636 die spätere Stadt Gonder und baute sie zur Hauptstadt aus. 1637 unternahm er Feldzüge gegen die unruhestiftenden Agau. Bis ans Ende seiner Herrschaft war er damit beschäftigt, Übergriffe der Oromo in sein Reich abzuwehren und Strafexpeditionen gegen die Agaw (Agau) zu unternehmen.
In den Jahren 1664–1665 schickte Fasilides eine Gesandtschaft nach Indien, um Aurangzeb zu dessen Thronbesteigung im Mogulreich zu gratulieren. Als sein Sohn Dawit 1666 gegen ihn rebellierte, ließ Fasilides diesen in den Kerker auf Wehni werfen. Er folgte damit dem sehr alten Brauch, lästige Mitglieder der kaiserlichen Familie auf Berggipfeln festzuhalten, ebenso wie zuvor auf Amba Geshen.
Fasilides starb in Azazo, acht Kilometer südlich von Gonder. Sein Leichnam wurde im Kloster St. Stephan auf der Insel Daga im Tanasee begraben. Als Nathaniel T. Kenney die sterblichen Überreste Fasilides' sah, bemerkte er auch eine kleinere Mumie im selben Sarg. Einem Mönch zufolge handelte es sich dabei um Fasilides' sieben Jahre alten Sohn Isur, der in einem Menschengedränge zu Ehren des neuen Königs erdrückt worden war.